# Mycale serpens
Mycale serpens är en svampdjursart som först beskrevs av Lendenfeld 1888.  Mycale serpens ingår i släktet Mycale och familjen Mycalidae.
Artens utbredningsområde är New South Wales. Inga underarter finns listade i Catalogue of Life.